# لودویگ موند
لودویگ موند (آلمانی: Ludwig Mond؛ ۷ مارس ۱۸۳۹ – ۱۱ دسامبر ۱۹۰۹) یک شیمی‌دان اهل بریتانیا بود.